# 中國廣播民族樂團
中國廣播民族樂團在1953年創立於北京，2004年與中國電影樂團民族樂團重組，與中國電影交響樂團、中國廣播說唱團、中國廣播合唱團、中國廣播電聲樂團從屬於中國廣播藝術團。
1981年聘彭修文為藝術指導，確立以4聲部（弓弦樂器、彈撥樂器、吹管樂器和敲擊樂器）為中國民族樂團的基本架構，已被不少國內外樂團采用。

## 前/現任指揮
- 彭修文
- 彭家鵬
- 張列

## 曾/正在合作的演奏家
- 劉明源
- 胡海泉
- 張韶
- 俞良模
- 王國潼
- 劉森
- 王范地
- 簡廣義
- 姜克美
- 周東朝

## 外部連結
- 中国广播民族乐团